# Joël Matip
Job Joël André Matip, född 8 augusti 1991 i Bochum, Tyskland, är en tysk-kamerunsk fotbollsspelare som spelar för den engelska Premier League-klubben Liverpool. Han har även tidigare representerat Kameruns landslag. 
Som spelare beskrivs han som en stor, snabb, bollskicklig försvarare som även kan spela på det centrala mittfältet och utgör ett hot på fasta situationer. Hans längd gör honom svår att vinna över i luftdueller.

## Meriter

### Schalke 04
- DFB: 2010–11
- Tyska supercupen: 2011–12

### Liverpool
- Premier League: 2019/2020
- UEFA Champions League: 2019
- FA-cupen: 2022
- Engelska Ligacupen: 2022, 2024
- Community Shield: 2022
- UEFA Super Cup: 2019
- VM för klubblag: 2019